# (42929) Francini
(42929) Francini est un astéroïde de la ceinture principale.

## Description
(42929) Francini est un astéroïde de la ceinture principale. Il fut découvert le 8 octobre 1999 à San Marcello Pistoiese par Luciano Tesi et Giuseppe Forti. Il présente une orbite caractérisée par un demi-grand axe de 2,39 UA, une excentricité de 0,21 et une inclinaison de 1,9° par rapport à l'écliptique.

## Compléments